# Esmont
Esmont – jednostka osadnicza w Stanach Zjednoczonych, w stanie Wirginia, w hrabstwie Albemarle.